# Локва (Књажевац)
Локва је насеље у Србији у општини Књажевац у Зајечарском округу. Према попису из 2022. било је 18 становника (према попису из 1991. било је 106 становника).

## Демографија
У насељу Локва живи 18 пунолетних становника, а просечна старост становништва износи 74,2 година (72,2 код мушкараца и 76,2 код жена). У насељу има 12 домаћинства, а просечан број чланова по домаћинству је 1,5.
Ово насеље је у потпуности насељено Србима (према попису из 2002. године).
|  |

| Демографија | Демографија | Демографија |
| Година      | Становника  | Становника  |
| ----------- | ----------- | ----------- |
| 1948.       | 395         |             |
| 1953.       | 373         |             |
| 1961.       | 313         |             |
| 1971.       | 256         |             |
| 1981.       | 177         |             |
| 1991.       | 106         | 106         |
| 2002.       | 69          | 71          |
| 2011.       | 63          |             |
| 2022.       | 18          |             |

| Етнички састав према попису из 2002.‍ | Етнички састав према попису из 2002.‍ | Етнички састав према попису из 2002.‍ | Етнички састав према попису из 2002.‍ | Етнички састав према попису из 2002.‍ |
| ------------------------------------ | ------------------------------------ | ------------------------------------ | ------------------------------------ | ------------------------------------ |
|                                      |                                      |                                      |                                      |                                      |
| Срби                                 | Срби                                 |                                      | 69                                   | 100,0%                               |
| непознато                            | непознато                            |                                      | 0                                    | 0,0%                                 |

| Година пописа     | 1948. | 1953. | 1961. | 1971. | 1981. | 1991. | 2002. |
| ----------------- | ----- | ----- | ----- | ----- | ----- | ----- | ----- |
| Број домаћинстава | 97    | 96    | 84    | 77    | 67    | 53    | 41    |

| Број чланова      | 1  | 2  | 3 | 4 | 5 | 6 | 7 | 8 | 9 | 10 и више | Просек |
| ----------------- | -- | -- | - | - | - | - | - | - | - | --------- | ------ |
| Број домаћинстава | 20 | 16 | 3 | 2 | 0 | 0 | 0 | 0 | 0 | 0         | 1,68   |

| Пол    | Укупно | Неожењен/Неудата | Ожењен/Удата | Удовац/Удовица | Разведен/Разведена | Непознато |
| ------ | ------ | ---------------- | ------------ | -------------- | ------------------ | --------- |
| Мушки  | 29     | 2                | 21           | 6              | 0                  | 0         |
| Женски | 40     | 2                | 18           | 19             | 1                  | 0         |
| УКУПНО | 69     | 4                | 39           | 25             | 1                  | 0         |

| Пол    | Укупно                    | Пољопривреда, лов и шумарство | Рибарство                            | Вађење руде и камена | Прерађивачка индустрија       |
| ------ | ------------------------- | ----------------------------- | ------------------------------------ | -------------------- | ----------------------------- |
| Мушки  | 6                         | 6                             | 0                                    | 0                    | 0                             |
| Женски | 12                        | 10                            | 0                                    | 0                    | 0                             |
| УКУПНО | 18                        | 16                            | 0                                    | 0                    | 0                             |
| Пол    | Производња и снабдевање   | Грађевинарство                | Трговина                             | Хотели и ресторани   | Саобраћај, складиштење и везе |
| Мушки  | 0                         | 0                             | 0                                    | 0                    | 0                             |
| Женски | 0                         | 0                             | 0                                    | 0                    | 0                             |
| УКУПНО | 0                         | 0                             | 0                                    | 0                    | 0                             |
| Пол    | Финансијско посредовање   | Некретнине                    | Државна управа и одбрана             | Образовање           | Здравствени и социјални рад   |
| Мушки  | 0                         | 0                             | 0                                    | 0                    | 0                             |
| Женски | 0                         | 0                             | 1                                    | 0                    | 1                             |
| УКУПНО | 0                         | 0                             | 1                                    | 0                    | 1                             |
| Пол    | Остале услужне активности | Приватна домаћинства          | Екстериторијалне организације и тела | Непознато            | Непознато                     |
| Мушки  | 0                         | 0                             | 0                                    | 0                    | 0                             |
| Женски | 0                         | 0                             | 0                                    | 0                    | 0                             |
| УКУПНО | 0                         | 0                             | 0                                    | 0                    | 0                             |